# Belasting van A tot Z

## 0 - 9
30%-regeling

## A
Aanbrengen -
Aanslaggrens -
Accijns -
Actieve veredeling -
AEO Certificaat -
Afcentiem -
Aftrekpost -
Alcoholaccijns - 
Algemeen nut beogende instelling -
Algemene heffingskorting -
Algemene wet inzake rijksbelastingen -
Alleenstaande-ouderkorting -
Anders Betalen voor Mobiliteit -
Anti-dumpingrechten -
Arbeidskorting -
Assurantiebelasting

## B
Baatbelasting -
Banderol -
Bedrijfsvoorheffing -
Behandeling onder douanetoezicht -
Belastbaar inkomen -
Belasting -
Belasting in Nederland -
Belasting van niet-inwoners (B) -
Belasting van personenauto's en motorrijwielen -
Belastingaangifte -
Belastingaangifte (Nederland) -
Belastingadviseur -
Belastingdienst -
Belastingdienst (Nederland) -
Belastingdienst voor Vlaanderen -
Belastingdruk -
Belastingfraude -
Belastingontduiking -
Belastingontwijking -
Belastingovereenkomst - 
Belastingparadijs -
Belastingplichtige -
Belastingschuld -
Belastingstelsel -
BelastingTelefoon -
Belastingverdrag -
Belastingvrij -
Beslagvrije voet -
Belastingverdrag -
Belastingwinkel -
Besloten vennootschap -
Bedrijfsvorm -
Benzineaccijns -
Bestemmingsheffing -
Betalingstermijn -
Bijzondere Belastinginspectie (B) -
Box 1 -
Box 2 -
Box 3 -
BPM -
Bron van inkomen -
Wet op de dividendbelasting 1965 -
btw -
Btw in België -
Burgerservicenummer

## C
Carnet ATA -
Carrouselfraude -
Categorie:Belasting -
CFC-wetgeving - 
Chauth - 
Cijns - 
Cijnsboek - 
CO2-toeslag BPM -
College Belastingadviseurs -
Communautair Douanewetboek -
Conserverende aanslag

## D
Dagbladzegel -
Deflatoire maatregelen -
Degressieve belastingen -
Dertiende penning - 
Directe belastingen - 
Directeur-grootaandeelhouder -
Dividend -
Dividendbelasting -
Doorvoer -
Douaneambtenaar -
Douanebesluit -
Douanebestemming -
Douanegebied van de Gemeenschap -
Douane Laboratorium -
Douanerechten -
Douaneregeling -
Douanestatus -
Douanetoezicht -
Douane-unie -
Douanevervoer -
Douanewaarde -
Douanewet -
Douanewetgeving -
Dubbelbelastingverdrag

## E
Economische douaneregeling -
Eigen woning -
Eigenwoningforfait -
Electronic Road Pricing -
Elia-heffing -
Energiebelasting -
Energie-investeringsaftrek -
Entrepot -
Erfbelasting -
Eurovignet -
Exporteur

## F
Federale Overheidsdienst Financiën -
FIOD-affaire bij Feyenoord -
Fiscaal recht -
Fiscale Inlichtingen- en Opsporingsdienst -
Fiscale politie -
Fiscale zegel -
Fiscus -
Fiscale oudedagsreserve -
FOR -
Forensenbelasting -
Fraus legis

## G
G-rekening -
Gemaal -
Gemeenschappelijk landbouwbeleid -
Gemeenschapsgeld -
Gemeente -
Gezagsverhouding -
Goed koopmansgebruik -
Grensarbeider -
Griffierecht -
Grijs kenteken -
Groene belegging

## H
Haardstedengeld -
Handhaving van belastingen -
Havengeld -
Heffingsgrondslag -
Heffingskorting -
Heffingsrente -
Heffingswet -
Herendienst -
Hondenbelasting -
Hoofdgeld -
Huurwaardeforfait -
Hypotheekrenteaftrek

## I
Importeur -
In dubio contra fiscum - 
Inhoudingsplichtige -
Inkomen -
Inkomensafhankelijke combinatiekorting -
Inkomstenbelasting -
Internal Revenue Service -
Intrastat -
Investering -
Investeringsaftrek -
Invoer -
Invoerrechten -
Invordering -
Invorderingswet -
Invorderingswet 1990

## J
Jaaropgave -
Jizya -
Jonggehandicaptenkorting

## K
Kadastraal inkomen -
Kansspelbelasting -
Kapitaalbelasting -
Kerkbelasting - 
Kijk- en luistergeld -
Kilometerheffing -
Kindertoeslag -
Kindgebonden budget -
Kleineondernemersregeling -
Korting voor directe beleggingen in durfkapitaal en culturele beleggingen -
Kwartje van Kok -
Kwitantiezegel

## L
Laffercurve - 
Lagarde-lijst - 
Lastenverlichting -
Latente belastingschuld -
Leegwaarderatio -
Leges -
Levensloopregeling -
Levensloopverlofkorting -
Lijst van landen naar omzetbelastingtarief - 
London congestion charge -
Loonbelasting -
Loonwig - 
Luistervergunning -
LuxLeaks

## M
Maaltijdcheque -
Meerwaarde -
Mercosur -
Milieuheffing -
Ministeriële regeling Milieukwaliteit Elektriciteitsproductie -
Miskoorn -
Motorrijtuigenbelasting

## N
Navordering -
NV -
Naamloze vennootschap -
Nederlandsche Bond van Belastingbetalers -
Nederlandse Federatie van Belastingadviseurs -
Notionele interestaftrek

## O
Offshore-leaks - 
Omzetbelasting -
Ondernemersaftrek -
Onderneming -
Onkostenvergoeding -
Onroerendezaakbelasting -
Onroerende voorheffing -
Oortse kosten -
Opcenten -
Opcentiem -
Ouderenkorting -
Overdrachtsbelasting -
Overheid -

## P
Panama Papers - 
Parkeerbelasting -
Passieve veredeling -
Penvernietiging -
Perceptiekosten -
Personenbelasting -
Persoonsgebonden aftrek -
Precariobelasting -
Premies volksverzekeringen -
Progressieve inkomstenbelasting -
Provincie -

## R
Rechtspersonenbelasting -
Reclamebelasting -
Regulerende energiebelasting -
Rekeningrijden -
Retributie -
Rijksbelasting -
Rijksbelastingacademie -
Rioolrecht -
Rode diesel - 
Roerende voorheffing -
Rookhoen -
Ruimte voor tijdelijke opslag -
Ruitergeld

## S
Sarrieshut -
Schaduwtol - 
Scheepvaartrechten - 
Schenkbelasting -
Schijventarief -
Smokkelen - 
Sofinummer -
Sonttol -
Spaarloon -
Spitsheffing - 
Stamp Act -
Stamrechtvrijstelling -
Startersaftrek -
Stichting -
Stimuleringsregeling duurzame energieproductie -
Successierecht -
Suppletieaangifte -
SwissLeaks

## T
Taille -
Terbeschikkingstellingsregeling -
Tiendblok -
Tiende -
Tiende Penning -
Tijdelijke invoer -
Tobintaks - 
Toeristenbelasting -
Toeslagenaffaire -
Tolbrug -
Toll Collect -
Tolvignet -
Tolweg -
Transito -
Transports Internationaux Routiers (T.I.R.) -
Tweeverdiener

## U
Uitnodiging tot betaling -
Uitvoer

## V
Vaarbelasting -
Vastrecht -
Vennootschapsbelasting -
Vereniging (rechtspersoon) -
Verjaring -
Verjaring schorsen -
Verkeersbelasting (B) -
Verklaring arbeidsrelatie -
Vermogensbelasting -
Vermogensrendementsheffing -
Vermogenswinstbelasting -
Verpakkingsbelasting -
Verzekeringstaks -
Vijf speciën -
Vlaktaks -
Vliegbelasting -
Vliegtaks -
Voordeelregel loonheffing -
Vrij verkeer -
Vrije zone (douane) -
Vrijhaven -
Vrijwaringsbewijs

## W
Waterschap -
Wederuitvoer -
Wegenvignet (België) -
Wet arbeid en zorg (Wazo) -
Wet arbeidsongeschiktheidsvoorziening jonggehandicapten (Wajong) -
Wet inkomstenbelasting 2001 -
Wet kinderopvang en kwaliteitseisen peuterspeelzalen -
Wet op belastingen van rechtsverkeer -
Wet op de belasting van personenauto's en motorrijwielen 1992 -
Wet op de loonbelasting 1964 -
Wet op de omzetbelasting 1968 -
Wet op de vennootschapsbelasting 1969 -
Wet waardering onroerende zaken (WOZ) -
Windrecht -
Witte werkster -
Wiebeltaks - 
Winst uit onderneming - 
Witwassen - 
Woonbonus (B)

## Z
Zelfstandige zonder personeel -
Zelfstandigenaftrek -
Zwart loon-
Zwarte markt - 
Zwartwerken